# Programme d’actions de prévention contre les inondations
 (février 2025).
La mise en forme du texte ne suit pas les recommandations de Wikipédia : il faut le « wikifier ».
Les points d'amélioration suivants sont les cas les plus fréquents :
- Les titres sont pré-formatés par le logiciel. Ils ne sont ni en capitales, ni en gras.
- Le texte ne doit pas être écrit en capitales (les noms de famille non plus), ni en gras, ni en italique, ni en « petit »…
- Le gras n'est utilisé que pour surligner le titre de l'article dans l'introduction, une seule fois.
- L'italique est rarement utilisé : mots en langue étrangère, titres d'œuvres, noms de bateaux, etc.
- Les citations ne sont pas en italique mais en corps de texte normal. Elles sont entourées par des guillemets français : « et ».
- Les listes à puces sont à éviter, des paragraphes rédigés étant largement préférés. Les tableaux sont à réserver à la présentation de données structurées (résultats, etc.).
- Les appels de note de bas de page (petits chiffres en exposant, introduits par l'outil «  Source ») sont à placer entre la fin de phrase et le point final[comme ça].
- Les liens internes (vers d'autres articles de Wikipédia) sont à choisir avec parcimonie. Créez des liens vers des articles approfondissant le sujet. Les termes génériques sans rapport avec le sujet sont à éviter, ainsi que les répétitions de liens vers un même terme.
- Les liens externes sont à placer uniquement dans une section « Liens externes », à la fin de l'article. Ces liens sont à choisir avec parcimonie suivant les règles définies. Si un lien sert de source à l'article, son insertion dans le texte est à faire par les notes de bas de page.
- La présentation des références doit suivre les conventions bibliographiques. Il est recommandé d'utiliser les modèles {{Ouvrage}}, {{Chapitre}}, {{Article}}, {{Lien web}} et/ou {{Bibliographie}}. Le mode d'édition visuel peut mettre en forme automatiquement les références.
- Insérer une infobox (cadre d'informations à droite) n'est pas obligatoire pour parachever la mise en page.

Pour une aide détaillée, merci de consulter Aide:Wikification.
Si vous pensez que ces points ont été résolus, vous pouvez retirer ce bandeau et améliorer la mise en forme d'un autre article.
 (février 2025).
Motif : simple définition sans aucune analyse encyclopédique. Absence de sources secondaires indépendantes pérennes et de qualité
- Archive Wikiwix
- Bing
- Cairn
- DuckDuckGo
- E. Universalis
- Gallica
- Google
- G. Books
- G. News
- G. Scholar
- Persée
- Qwant
- (zh) Baidu
- (ru) Yandex
- (wd) trouver des œuvres sur Wikidata

| 1. | Préciser le motif de la pose du bandeau. | Précisez le motif de la pose du bandeau en utilisant la syntaxe suivante : {{admissibilité à vérifier\|date=mars 2025\|motif=remplacez ce texte par le motif}}                                                                |
| 2. | Informer les utilisateurs concernés.     | Pensez à avertir le créateur de l'article, par exemple, en insérant le code ci-dessous sur sa page de discussion : {{subst:avertissement admissibilité à vérifier\|Programme d’actions de prévention contre les inondations}} |

Le programme d’actions de prévention des inondations (PAPI) est élaboré par les collectivités territoriales ou leurs groupements à l’échelle des bassins exposés aux risques.
Il intègre l’ensemble des leviers de la gestion des risques d’inondation. En tant qu’outil opérationnel de mise en œuvre des stratégies locales de gestion des risques d’inondation (SLGRI), il contribue directement à l’application de la directive « inondation » (directive n° 2007/60/CE du 23 octobre 2007 sur l’évaluation et la gestion des risques d’inondation).
Ce dispositif est un outil de contractualisation, entre l'État et les collectivités qui souhaitent mettre en œuvre des actions sur le territoire selon plusieurs axes :
- Axe 0 : l’animation du PAPI,
- Axe 1 : l’amélioration de la connaissance et de la conscience du risque,
- Axe 2 : la surveillance, prévision des crues et des inondations,
- Axe 3 : l’alerte et la gestion de crise,
- Axe 4 : la prise en compte du risque inondation dans l’aménagement et l’urbanisme,
- Axe 5 : la réduction de la vulnérabilité des personnes et des biens,
- Axe 6 : la gestion des écoulements,
- Axe 7 : la gestion des ouvrages de protection hydraulique

Fin juin 2023, on compte, 243 projets (PEP et PAPI) ont été validés ou labellisés.